# Kulturális beágyazás
A kulturális beágyazás, vagy nyelvi lokalizáció (lat. locus: 'hely') egy adott termék új piacon történő bevezetésének egyik fázisa, a globalizációs folyamat második lépése, melynek során a terméket az új piac (ország, régió, lakosság) normáihoz, igényeihez, elvárásaihoz igazítjuk.
A kulturális beágyazás vagy nyelvi lokalizáció nem pusztán fordítási folyamat: a termék és az ahhoz kapcsolódó dokumentáció fordításán túl megköveteli a piaci különbségek és a célkultúra alapos ismeretét, mely elengedhetetlen ahhoz, hogy a „lokalizálni” kívánt termék a helyi igényeknek eleget tehessen.
A nyelvi lokalizáció nemzetközileg használatos rövidítése: L10N (az „L” és „N” közötti tíz betűt helyettesítik számmal).
Leggyakoribb példája a különféle szoftverek, videó játékok, honlapok fordítása és kulturális testreszabása. A kulturális beágyazás elsősorban nem nyelv-, hanem kultúrafüggő. Például hiába az angol a hivatalos nyelv az Egyesült Királyságban és az USA-ban, a két ország kultúrája különbözik, így a termék bevezetésekor figyelembe kell venni a kulturális különbségeket.

## A teljes folyamat: nemzetköziesítés, globalizáció és kulturális beágyazás
A Localisation Industry Standards Association meghatározása szerint a globalizáció „inkább tekinthető körkörös, mint lineáris folyamatnak”. A globalizáció azt a folyamatot jelenti, melynek során – multikulturális célközönség igényeihez igazodva – előre megtervezzük a terméket és a lehetséges fejlesztési módszereket. A folyamat célja a felesleges költségek és minőségi problémák elkerülése, az időspórolás, valamint az, hogy megkönnyítse az egyes országokra vonatkozó kulturális adaptációt. A lokalizáció a globalizációs folyamat szerves részét képezi.

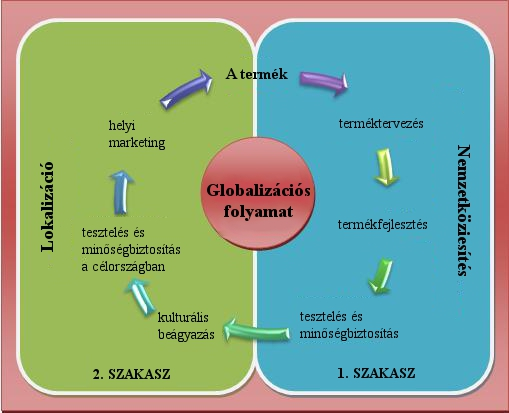
A globalizációs folyamat

A globalizáció két folyamatból tevődik össze, a nemzetköziesítésből és a kulturális beágyazásból. Az első szakasz, azaz a nemzetköziesítés előkészítő lépéseket foglal magába, ekkor tervezik és készítik elő a terméket oly módon, hogy az világszerte több piac igényeihez igazodjon.
Az adott terméket a későbbi adaptáció sikeressége érdekében lecsupaszítják: minden kultúra- illetve nyelv- és országspecifikus tulajdonságát különválasztják a globálisan alkalmazható jellemzőktől és tulajdonságoktól, így az elkülönített tartalom könnyebben lokalizálható más kultúrákra.
A második szakasz, vagyis a kulturális beágyazás során történik meg az adott termék tényleges adaptációja a célpiac igényeinek megfelelően. Ez a folyamat öt fő elemet foglal magába: a nyelvi, a fizikai, az üzleti, a kulturális és a technikai tényezőt.
Mindkét szakaszt tesztelés és minőségbiztosítás követi, melynek során ellenőrzik, hogy a termék megfelelően működik-e, és megfelel-e a felhasználó minőségbeli elvárásainak.

## Fordítás és kulturális beágyazás
A kulturális beágyazásról gyakran az a tévhit él, hogy csupán a fordítás egy magasabb szintje. Ez a megközelítés azonban figyelmen kívül hagyja a folyamat lényegét és összetettségét. A fordítási folyamaton, valamint az ehhez kapcsolódó értelemszerű változtatásokon (pl. azonos nyelvet beszélő országokban nyelvtani, írásmódbeli különbségek figyelembe vétele, pl. a brit colour – amerikai color) túl a kulturális beágyazás a nem szövegi elemek adaptációját is magába foglalja, legyen az grafika, pénznem, lakcím, telefonszám, színek stb., sőt, akár jelentheti a termék kinézetének megváltoztatását is. 

Ezek a módosítások elengedhetetlenek, hogy az adott termék tökéletesen beleilleszkedjen a célkultúrába, a fő céljuk elkerülni a célközönség számára érzékeny területeket, bántó, sértő, vagy a helyi szokásokba ütköző gesztusokat, szavakat, színeket stb.

## Globalizáció és kulturális beágyazás
Míg a kulturális beágyazás fő célja, hogy az adott terméket egy bizonyos célterület igényeihez igazítsa, addig a globalizáció igyekszik minimálisra csökkenteni azt a plusz munkát, amelyet minden egyes kulturális beágyazás megkövetel. Például ha egy egyesült államokbeli cég egy kínai iroda nyitását fontolgatja, szüksége van egy kínai nyelvű honlapra. A cég többé-kevésbé ugyanazokat a termékeket/szolgáltatásokat kínálja, mint az Egyesült Államokban, de az eredetileg amerikaiaknak szánt honlap rengeteg olyan elemet tartalmazhat, amely a kínai közönség számára bántó vagy támadó lehet (zászlók, színek, nacionalista képek, dalok stb.). Ha a cég nem változtat ezeken az elemeken, számos potenciális klienstől esik el pusztán a termék megjelenítése miatt. Azért, hogy ezt elkerülje, a cég kénytelen a honlapot a célkultúra igényeihez alakítani. 

Amennyiben a cég tucatnyi országban van jelen, minden országban speciálisan a célközönség igényeinek megfelelően kialakított honlapra van szüksége. Mielőtt elkezdené minden egyes országra vonatkozóan lokalizálni a honlapot és a terméket, érdemes egy globális stratégiát vagy keretet kidolgozni. Ez egy egységes irányelvrendszer kidolgozását és alkalmazását jelenti (kultúrától, országtól stb. függetlenül), amely utána megkönnyíti az egyes országokra vonatkozó lokalizációs törekvéseket.

## Fordítás
- Ez a szócikk részben vagy egészben  a   Language localisation című angol Wikipédia-szócikk ezen változatának fordításán alapul.  Az eredeti cikk szerkesztőit annak laptörténete sorolja fel. Ez a jelzés csupán a megfogalmazás eredetét és a szerzői jogokat jelzi, nem szolgál a cikkben szereplő információk forrásmegjelöléseként.